# Pentagonia alba
Pentagonia alba är en måreväxtart som beskrevs av John Duncan Dwyer. Pentagonia alba ingår i släktet Pentagonia och familjen måreväxter.
Artens utbredningsområde är Panamá. Inga underarter finns listade i Catalogue of Life.